# Jean-Pierre Job
Jean-Pierre Job, né le 2 décembre 1943 à Fresne-lès-Reims (Marne), est un officier général français, qui fut notamment chef d'état-major de l'armée de l'air, de 2000 à 2002.

## Carrière
Ancien élève de l'école des pupilles de l'air, Jean-Pierre Job entre à l'École de l'air en 1964. À l'issue de sa formation initiale, il est breveté pilote de chasse (1968) et il commence sa carrière opérationnelle au sein de la 11e escadre de chasse stationnée à Toul.
En 1973, il rejoint Salon-de-Provence pour devenir le leader de la Patrouille de France, jusqu'en 1976.
Puis, il est muté sur la base aérienne 112 de Reims où il prend le commandement de l'escadron de chasse 2/30 Normandie-Niemen.
En 1980, il fait partie des quatre derniers candidats retenus pour devenir les premiers spationautes français, mais les deux candidats qui seront retenus seront Patrick Baudry et Jean-Loup Chrétien.
De 1980 à 1981, il devient commandant en second puis commandant de la 3e escadre de chasse sur la base aérienne 133 de Nancy-Ochey.
En 1987, il prend le commandement de la base aérienne 115 d'Orange-Caritat, fonctions qu'il occupe jusqu'en 1989.
En 1989, il participe à l'opération Épervier en tant que commandant des éléments français au Tchad. Puis, du 24 septembre au 28 décembre 1990, il participe également à l'opération Daguet en Arabie Saoudite, en tant que commandant des unités de l'Armée de l'air stationnées sur la base d'Al Ahsa en Arabie saoudite.
Nommé général en 1990, il conduit en 1992 les activités spatiales militaires au sein de l'état-major des armées.
Le 1er septembre 1999, il est élevé au rang de général d'armée aérienne et est nommé inspecteur général des armées. Puis du 1er juillet 2000 au 1er septembre 2002, il occupe le poste de chef d'état-major de l'armée de l'air. 
Sa cérémonie d'adieu aux armes est organisée le 30 août 2002 sur la base aérienne 112 de Reims, en présence de Michèle Alliot-Marie, ministre de la Défense : « Vous laissez une Armée de l'air parfaitement opérationnelle, cohérente, servie par du personnel motivé dont la compétence est absolument reconnue par tous les Français et par nos alliés sur tous les théâtres d'opérations. Conscient des difficultés, vous avez tracé les axes d'évolution nécessaires. Vous quittez vos fonctions avec l'estime des hommes et des femmes de l'Armée de l'air, la reconnaissance de vos compatriotes et les remerciements de votre ministre. »

## Décorations
Jean-Pierre Job a reçu les distinctions suivantes :
- Grand officier de la Légion d'honneur ;
- Commandeur de l'ordre national du Mérite ;
- Croix de la Valeur militaire ;
- Médaille de l'Aéronautique ;
- Médaille d'Outre-Mer, avec agrafe Tchad et Moyen-Orient.

Et plusieurs décorations étrangères.